# Eugène Henri Perrier de la Bâthie
Joseph Marie Henry Alfred Perrier de la Bâthie o Henri Perrier de La Bâthie o Eugène Henri Perrier de La Bâthie (1873 - 1958) fue un botánico francés .
Estudia la flora de Madagascar. Además de sus publicaciones, colabora con numerosas contribuciones (de 1936 a 1955) con la Flore de Madagascar (más tarde renombrada en: Flore de Madagascar et des Comores) así como con La Végétation malgache (1921) y Biogéographie de plantes de Madagascar (1936).
Su nombre se asocia con una gran controversia : la de erradicación de la especie "figuier de Barbarie" (Opuntia ficus-indica) del sur de Madagascar, por introducir voluntariamente en 1925 de un insecto predator, la cochinilla. Las consecuencias de tal erradicación fulminante de una planta alimentaria fueron funestas y desastrosas para la población pobre, en una región sumida en hambrunas periódicas.

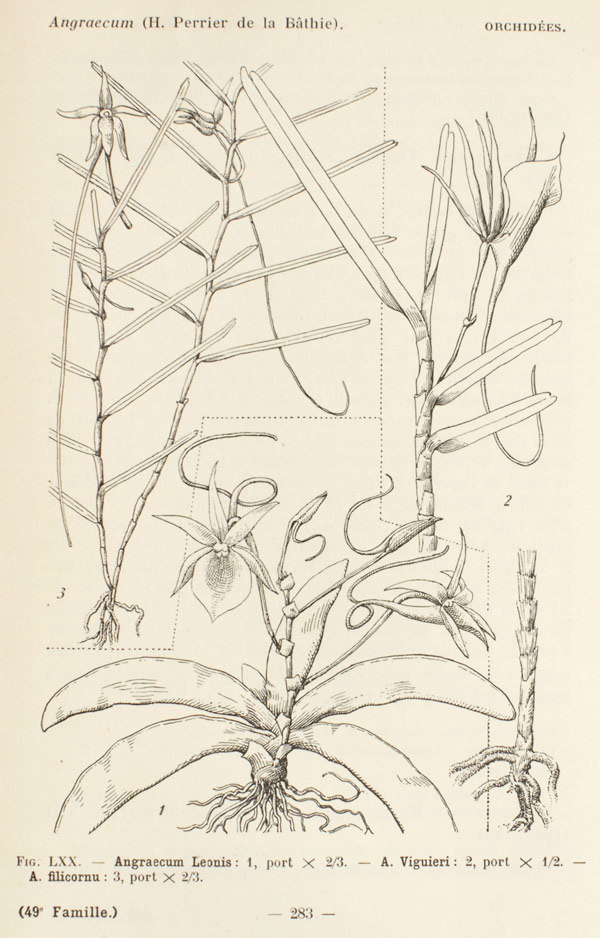
Ilustración del autor para Plantes Vasculaires, 49 Famille - Orchidees (Lissochilus - Oenia), 1941.

No confundir con su padre : Eugène Pierre Perrier de La Bâthie (1825-1916).

## Honores

### [Èponimia
Géneros
- (Orchidaceae) Neobathiea Schltr.

Especies
- Ambongia perrieri Benoist 1939
- Echitella perrieri (Lassia) Pichon
- Erythrina perrieri R.Vig. 1952
- Ensete perrieri (Claverie) Cheesman 1948
- Lagrezia perrieri Cavaco
- Peponium perrieri  Keraudren 1960
- Takhtajania perrieri (Capuron) Baranova & J.-F.Leroy 1978 (originalmente Bubbia perrieri)
- Xerosicyos perrieri Humbert 1939
- Schoenoplectus perrieri (Cherm.) J.Raynal

## Fuente
- La abreviatura «H.Perrier» se emplea para indicar a Eugène Henri Perrier de la Bâthie como autoridad en la descripción y clasificación científica de los vegetales.[1]